# Куйбишево (Рубцовський район)
Ку́йбишево (рос. Куйбышево) — селище у складі Рубцовського району Алтайського краю, Росія. Адміністративний центр Куйбишевської сільської ради.

## Населення
Населення — 960 осіб (2010; 976 у 2002).
Національний склад (станом на 2002 рік):
- росіяни — 85 %